# 2014년 동계 올림픽 폐막식

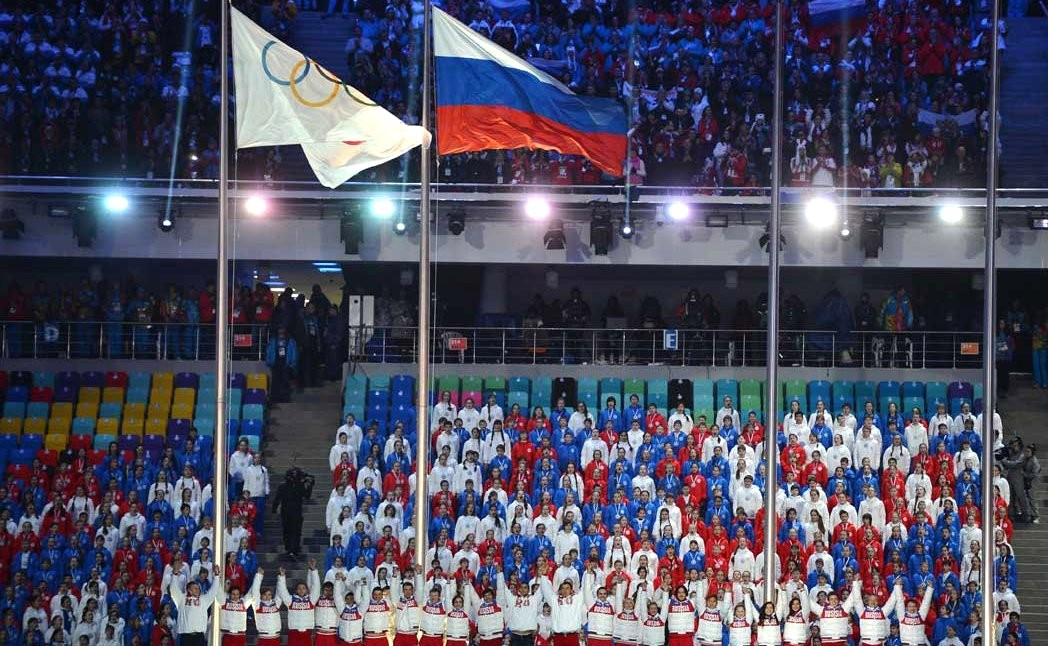

2014년 동계 올림픽 폐막식은 MSK 기준으로 2014년 2월 23일 20시 14분(KST 기준 2월 24일 1시 14분)에 러시아의 크라스노다르 지방에 위치한 소치 시내에 있는 피시트 올림픽 스타디움에서 열렸다. 올림픽기와 성화가 다음 올림픽의 개최지인 대한민국의 평창으로 이동되었다.

## 순서

### 카운트다운
카운트다운은 러시아 황제의 보물 파베르제의 달갈이 나오고, 빙판, 거울, 피아노 등에서 소치 올림픽을 빛내주었던 선수들이 나오고 소녀와 아이들이 뛰어나오면서 폐막식이 시작되었다

### 하늘과 바다
204개의 빛나는 기둥들이 '빛의 숲'을 이루었다. 기둥의 길이는 약 12m, 기둥 속에는 약 100만 개에 달하는 LED 조명이 들어있다. 공중에서 어린 소년과 소녀, 그리고 류보비가 타고 있는 작은 배 한 척이 빛의 숲 공중을 항해했다. 어린 소년과 소녀란 유리와 발렌티나이며, 소련의 우주비행사 유리 가가린과 발렌티나 테레시코바의 어린 시절을 나타낸다. 블라디미르 춥코프트소브라는 소년이 유리 역, 아나스타샤 트루시나라는 소녀가 발렌티나 역을 맡았다. 빛의 전령사들이 강한 횃불을 가지고 바다 위를 비추는데, 그 빛이 거울재질의 의상에 반사되어 스타디움 전체에 아름다운 이미지를 만들어냈다. 거울재질의 옷을 입은 700명의 자원봉사자가 움직이며 별, 파도, 오륜 등의 오려 가지 모양을 연출했다. 오륜이 만들어질 때는 개막식 때 다섯 번째 고리가 고장으로 펼쳐지지 않은 것에 다섯 번째 고리가 펼쳐지다가 멈쳤다가 다시 펴짐으로써 개막식 때의 실수를 만회하였다.

### 국기 게양 및 국가 연주
국기 게양은 소치 올림픽에서 13개의 금메달을 딴 러시아의 금메달리스트들이 하였다. 발레리 게르기예프의 지휘와 1천 명의 어린이들로 구성된 범러시아 합창단에 의해 러시아의 국가가 불렸다.

### 올림픽의 영웅들
선수 입장은 폐막식 때는 화합의 의미로 동시에 입장했다. 개막식 때와 동일하게 중앙에서 입장했으며, 각 나라의 기수들이 먼저 입장했다. 대한민국은 개막식 때와 동일하게 스피드스케이팅 선수인 이규혁이 기수를 맡았다.

### 올림픽 메달 시상식
하계 올림픽때 마라톤 메달 시상식을 폐막식에서 하듯 동계 올림픽때에도 남녀 크로스컨트리 메달 시상식을 폐막식에서 한다. 크로스컨트리 여자 부분은 노르웨이 선수들이 남자 부분은 러시아 선수들이 금은동 모두 가져갔다.

### 공연

#### 말레비치,칸딘스키,샤갈의 색
마크 샤갈, 카지미르 말레비치, 바실리 칸딘스키 등 러시아 미술 거장들의 작품이 형상화됐다. 바닥에 미술 작품들이 떠오르는 가운데 샤갈의 그림에 나오는 염소 모양의 가면을 쓴 무용수가 튀어나와 무대 위를 누비고, 집들이 공중에 거꾸로 떠다녀 그림 속에 들어와 있는 듯한 느낌을 자아냈다. 거꾸로 뒤집어진 채 떠다니는 마을은 샤갈의 작품을 재현한 것이다. 샤갈의 작품에는 신부, 피들러(현악기 연주자), 어릿광대, 곡예사, 어린이 동물이 많이 등장한다. 행복과 새로운 세계를 반영하는 판타지를 그린 것이다. 마르크 샤갈의 작품 속에서 영감을 받은 마을 하나가 살아 움직였다. 그 마을은 뒤집어 진 채로 떠다녔다. 바닥에는 또 다른 마을이 프로젝션으로 비춰졌다.

#### 피아노 연출
러시아의 클래식 피아니스트이자 재즈 피아니스트인 데니스 마추예프가 세르게이 라흐마니노프의 피아노 협주곡 2번(C 단조)을 연주했다. 음악이 시작되자 62대의 피아노가 무대를 꽉 채워 블라디미르 호로비츠, 안톤 루빈시테인 등 러시아가 배출한 수많은 피아니스트를 상징했다.

#### 볼쇼이와마린스키
니콜라이 림스키-코르사코프의 곡인 '세헤라자데'의 선율 속에 러시아를 대표하는 발레단인 볼쇼이와 마린스키의 발레리나, 발레리노들이 등장해 우아한 몸짓을 뽐냈다.

#### 12명의 작가들
앞에서 설명한 세 명의 어린이 유리, 발렌티나, 류보비가 무대 중앙에 쌓인 책더미 위를 누비는 가운데 러시아가 낳은 대문호 안톤 체호프, 표도르 도스토옙스키, 니콜라이 고골, 알렉산드르 푸시킨, 알렉산드르 솔제니친, 레프 톨스토이 등의 사진이 그주변으로 올라왔다. 책더미 사이로는 종이가 꽃가루처럼 뿜어져 나와 러시아의 풍부한 문학적 유산을 표현했다.

#### 서커스의 마술
러시아 근현대 음악의 대표주자인 드미트리 쇼스타코비치와 18세기 예카테리나 2세 시절부터 왕궁에서 공연된 전통 서커스가 이루어졌다. 쇼스타코비치의 왈츠 2번의 즐거우면서도 슬픈 리듬을 따라 서커스단의 화려한 공연이 이어졌다.

### 자유의 찬가연주 및 그리스 국기 게양
1896년 하계 올림픽의 개최국인 그리스의 국기가 먼저 게양되면서 그리스의 국가인 자유의 찬가가 연주되었다.

### 올림픽 찬가 연주 및 올림픽기 하강
올림픽 찬가와 함께 올림픽기가 내려왔다.

### 올림픽기 이양식
소치 시장인 아나톨리 파코모프가 IOC 위원장인 토마스 바흐에게 올림픽기를 건네주었고, 그가 이석래 평창 군수에게 올림픽기를 이양하였다. 그 직후 2018년 동계 올림픽의 모든 권한이 개최국인 대한민국에게 넘어갔다.

### 애국가 제창 및 태극기 게양
올림픽 폐막식에서는 차기 개최국의 국가 연주와 국기게양 및 차기 대회에 대한 프레젠테이션이 진행된다. 차기 개최국 대한민국의 국기인 태극기가 게양되고 국가인 애국가가 제창되었다. 애국가는 평창 호명초등학교의 이예빈 학생과 강릉 동명초등학교의 애국가 소년 최승훈 학생이 제창했다.

### 동행(A Journey Together)

#### 평창의 깨어남
국립국악원 수석연주자인 이종길이 가야금 연주를 하였다. 염원을 고하는 '노인'이란 공연으로 인간의 지혜와 포용력을 상징하며 평창으로 가는 첫 길을 여는 사람이다. 가야금 연주로 동계올림픽의 새로운 지평을 열고자 하는 한국인의 염원을 하늘에 고했다.

#### 함께 꿈꾸는 평창의 꿈
대한민국 대표 소프라노 성악가 조수미, 가수 이승철, 재즈 보컬리스트 나윤선이 재일교포 피아니스트 양방언이 편곡한 아리랑을 제창했다. 이 공연에서는 두루미가 많이 나왔다. 아리랑과 함께 이상화, 김연아, 공상정 등 대한민국 국가대표 선수들은 어린이들과 강강술래를 하였다.

### 거울 세계, 성화 소화
거울로 만들어진 미로에서 앞에서 설명한 세 명의 어린이 유리, 발렌티나, 류보비가 세 마리의 마스코트 북극곰, 눈표범, 토끼를 맞이했다. 세 명의 어린이는 세 마리의 마스코트와 인사를 나누었다. 거울 미로에서 마스코트들은 성화를 발견했다. 그들은 성화를 앞에 두고 모스크바 올림픽의 마스코트인 갈색곰 미샤를 생각했다. 그리고 북극곰은 입김으로 성화를 껐다. 동시에 바깥의 성화도 꺼졌다. 그리고 북극곰은 눈물을 흘렸다.

### 새 봄
러시아의 파베르제 달걀을 태운 배에서 러시아의 소프라노 성악가인 히블라 게르즈마바가 노래를 불렀다. 발레리 게르기예프의 지휘 아래 1천 명의 어린이들로 구성된 범러시아 합창단이 노래를 부르며 겨울의 끝과 새로운 봄을 표현했다. 여기서 어린이들이 들고 있는 꽃은 미모사 꽃으로, 2014년 동계 올림픽을 상징화하는 꽃이다. 어린이들이 든 미모사 꽃은 모두 소치에서 자란 것이다.

### 마지막 파티
30여 분동안의 불꽃놀이가 펼쳐졌다. 불꽃놀이가 끝난 뒤에도 20여분가량 흑해 주변에서 불꽃놀이가 계속되었다.